# Y

نحوه رسم Y (وای بزرگ) و y (وای کوچک)

Y بیست‌وپنجمین حرف از حروف الفبای لاتین است. نام انگلیسی آن «وای»، نام فرانسوی آن «ای‌گرک»، و نام آلمانی آن «اوپسیلون» است.

## کاربرد

### ریاضیات
در دستگاه مختصات دکارتی حرف y نماد محور بالا/پایین است.

### زیست‌شناسی
کروموزوم Y یکی از دو کروموزوم موجود در مردان است.

### شیمی
نماد عنصر ایتریم حرف Y (وای بزرگ) است.

### زبان انگلیسی
در زبان انگلیسی Y جزو حروف نیمه‌صدادار است. همچنین جزو پسوندها محسوب می‌شود و با افزودن y- به انتهای اسم، به صفت تبدیل می‌شود.